# Itálie ve středu
Itálie ve středu (italsky Italia al Centro, zkratka IaC) je italská centristická politická strana, založená roku 2022 guvernérem Ligurie Giovannim Totim. Strana má dva zástupce v Poslanecké sněmovně; nebývá zahrnována v průzkumech stranických preferencí.

## Historie
Itálii ve středu založil Giovanni Toti, guvernér Ligurie, který v srpnu 2019 opustil stranu Forza Italia Silvia Berlusconiho a vytvořil vlastní uskupení Cambiamo!. Cambiamo! se v červnu 2021 stalo součástí nové formace Coraggio Italia (CI), které Toti založil společně se starostou Benátek Luigim Brugnarem.
Na začátku roku 2022 nicméně začaly v Coraggio Italia neshody, když začal Toti podporovat alianci se středovou stranou Italia Viva Mattea Renziho a celkovou centristickou orientaci. To se setkalo s nesouhlasem Brugnara.
Spory vyvrcholily v březnu 2022, kdy Toti Coraggio Italia opustil a založil právě Itálii ve středu; ta v sobě spojila Totiho Cambiamo! a menší centristické partaje. IaC a CI měly nicméně fungovat ve federaci.
V červnu kandidovaly obě strany samostatně v komunálních volbách; Itálie ve středu byla nejúspěšnější v ligurských městech Janově a La Spezia, kde obdržela kolem devíti procent hlasů. O dva týdny později se definitivně rozpadla federace s Coraggio Italia, když obě strany založily samostatné skupiny v Poslanecké sněmovně i Senátu.
V červenci 2022 se v Římě konal zakládající sjezd strany.
V srpnu bylo oznámeno vytvoření kandidátky My umírnění, která v sobě v rámci Středopravicové koalice spojí IaC se stranami My s Itálií, Coraggio Italia a Unie středu.

## Členské strany
| Strana | Strana          | Ideologie                | Volby 2022 | Volby 2022 |
| Strana | Strana          | Ideologie                | Poslanci   | Senátoři   |
| ------ | --------------- | ------------------------ | ---------- | ---------- |
|        | Cambiamo!       | Liberální konzervatismus | 1          | –          |
|        | Identita a akce | Liberální konzervatismus | 1          | –          |
|        | Vinciamo Italia | Liberalismus             | –          | –          |

### Bývalé členské strany
| Strana | Strana       | Ideologie             |
| ------ | ------------ | --------------------- |
|        | Europeisté   | Liberalismus          |
|        | My ze středu | Křesťanská demokracie |

## Volební výsledky

### Poslanecká sněmovna
| Volby | Hlasy      | Hlasy      | Mandáty | Mandáty | Pozice | Postavení |
| Volby | Abs.       | %          | Abs.    | ±       | Pozice | Postavení |
| ----- | ---------- | ---------- | ------- | ------- | ------ | --------- |
| 2022  | Součást NM | Součást NM | 2/400   | ▲2      | ▲      | Vláda     |

### Senát
| Volby | Hlasy      | Hlasy      | Mandáty | Mandáty | Pozice |
| Volby | Abs.       | %          | Abs.    | ±       | Pozice |
| ----- | ---------- | ---------- | ------- | ------- | ------ |
| 2022  | Součást NM | Součást NM | 0/200   | ▬0      | ▬      |